# Тимолова проба
Тимолова проба (тимол-вероналова проба, тимоловероналова проба) — вид коагуляційної (осадової) проби, при якій як агента, що діє на сироватку крові, використовують тимол у вероналовому буфері. Використовується для функціонального дослідження печінки, оцінки її білково-синтетичної функції. Норма: 0-5 одиниць.

## Суть методу
Хімічна сутність методу остаточно не з'ясована. Цілий ряд авторів вважають, що проба стає позитивною при зменшенні альбумінів і збільшенні β-і γ-глобулінів та пов'язаних з β-глобулінами ліпопротеїдїв.
Прийнято також вважати, що помутніння насиченого розчину тимолу відбувається при взаємодії колоїдних частинок тимолу і ряду крупнодисперсних білків: γ-глобулінів і β-ліпопротеїдів.

## Підвищення значення тимолової проби
- Гепатит А (хвороба Боткіна)
- Токсичний гепатит
- Цироз печінки
- Системні колагенози
- Малярія
- Вірусні інфекції

Тимолова проба є позитивною в 90-100% випадків хвороби Боткіна (в переджовтяничній стадії і при безжовтяничній формі) і при токсичному гепатиті.
Реакція також позитивна при післягепатитному і постнекротичному стані, особливо жовтяничному цирозі (на відміну від інших форм цирозів), при колагенозних захворюваннях, малярії та вірусних інфекціях.
При механічній жовтяниці проба в 75% випадків виявляється негативною, що має важливе диференційно-діагностичне значення. При механічній жовтяниці тимолова проба позитивна лише у випадках, коли процес ускладнюється паренхіматозним гепатитом.